# Liga roșcaților
Liga roșcaților (în engleză The Red-Headed League) este una dintre cele 56 povestiri scurte cu Sherlock Holmes ale lui Sir Arthur Conan Doyle și a doua povestire din volumul Aventurile lui Sherlock Holmes.
Ea a fost publicată în revista Strand Magazine din august 1891, cu ilustrații de Sidney Paget, apoi în volumul "Aventurile lui Sherlock Holmes" (în engleză The Adventures of Sherlock Holmes) editat la 14 octombrie 1892 de George Newnes Ltd din Anglia. Conan Doyle a clasat "Liga roșcaților" pe locul II în lista celor 12 povestiri favorite cu Sherlock Holmes.  

## Rezumat

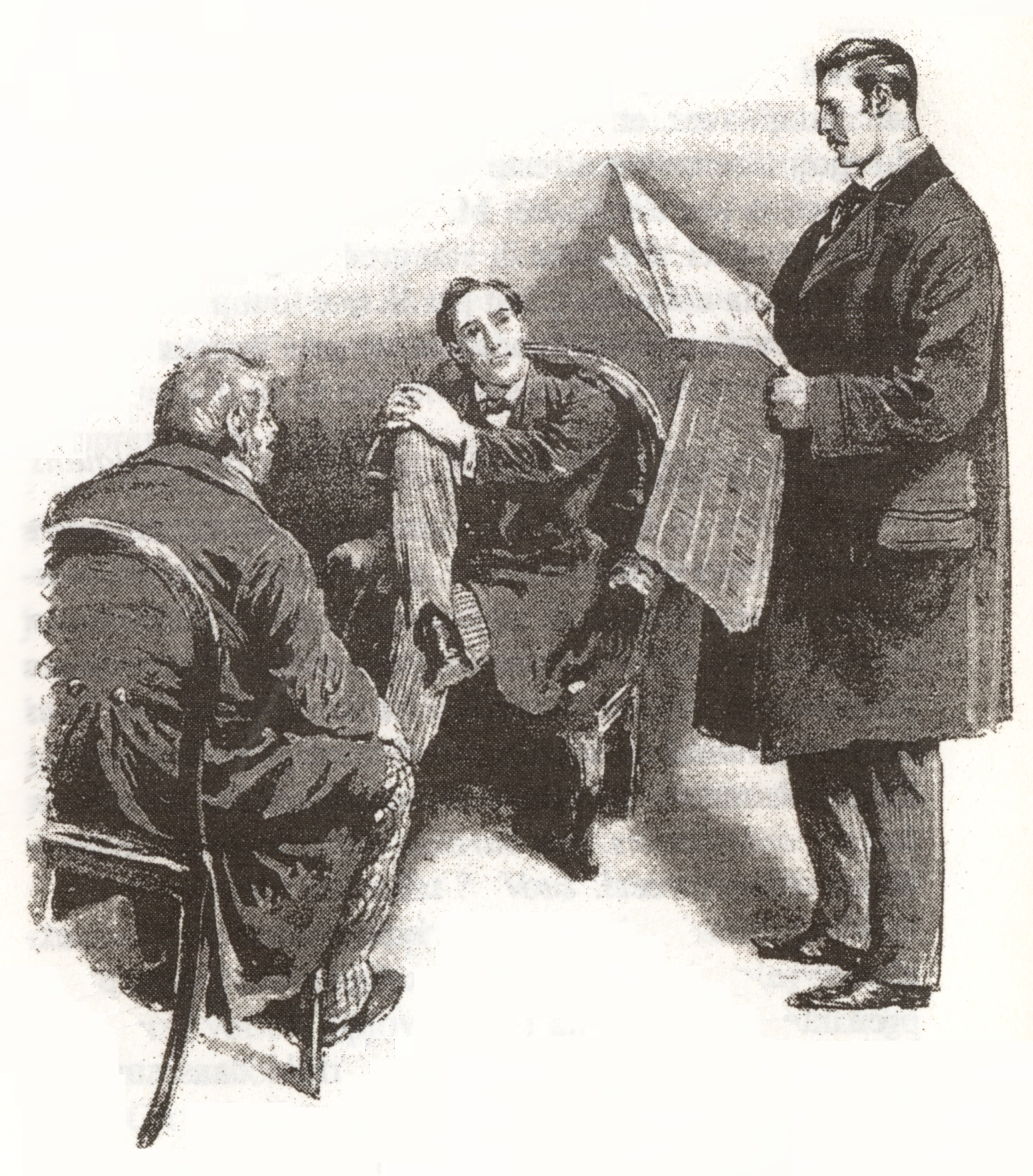
Doctorul Watson citind ziarul lui Holmes şi lui Jabez Wilson, la începutul povestirii.

În 1890, proprietarul unei case de amanet din Londra pe nume Jabez Wilson, care avea părul roșcat, a venit să-i consulte pe Holmes și Watson. El le povestește că tânărul său asistent, Vincent Spaulding, i-a arătat cu câteva săptâmâni mai înainte un anunț din ziarul "The Morning Chronicle" căruia i-a cerut să-i dea curs. În acel articol din ziar scria că se oferă un serviciu bine plătit unui bărbat roșcat. În dimineața următoare, Wilson a așteptat la o coadă lungă de bărbați roșcați, a fost intervievat și a fost singurul solicitant angajat, deoarece niciunul dintre ceilalți solicitanți nu avea un păr așa de roșu ca al lui Wilson. 
Wilson, care făcea afaceri mai mult seara, a fost bine plătit, primind patru lire pe săptămână timp de câteva săptămâni; munca sa consta în copierea Enciclopediei Britannica, iar angajatului îi era interzis să părăsească biroul în timpul programului de lucru. În cele din urmă, într-o dimineață, a găsit ușa biroului încuiată și un carton pe care scria că "LIGA ROȘCAȚILOR S-A DESFIINȚAT". 
Wilson a mers la proprietarul clădirii, care a spus că nu a auzit niciodată de Liga roșcaților sau de Duncan Ross, persoana care administra organizația. Proprietarul și-a amintit că roșcatul care își avea biroul în acea cameră era un jurist pe nume William Morris și i-a dat o adresă lui Wilson care era la o fabrică de proteze ortopedice. Wilson își termină povestirea menționând cât de frustrat este că a pierdut câștigul de patru lire pe săptămână. 
Holmes și Watson au râs un pic de această situație ridicolă, apoi Holmes l-a asigurat că vor rezolva cazul până luni. După ce Wilson a plecat (dând înainte o descriere a lui Spaulding), Holmes decide să meargă și să-l vadă pe Spaulding, constatând că acesta avea genunchii pantalonilor foarte uzați. Holmes bate de câteva ori cu bastonul în pavaj în fața casei cămătarului. Odată cazul rezolvat, el îl cheamă pe inspectorul Jones de la Scotland Yard și pe un domn cu numele de Merryweather, directorul băncii aflate în apropiere. 
Cei patru pătrund în subsolul băncii și-i surprind pe hoți, John Clay, care avea deja o lungă activitate infracțională, și pe complicele său Archie. Sub numele false de Spaulding și Ross, ei au conceput schema "Ligii roșcaților" pentru a-l îndepărta pe Wilson de prăvălia sa în timp ce ei săpau în pivniță un tunel care trebuia să ajungă sub clădirea băncii aflate în apropiere. 
Întorși pe strada Baker, Holmes i-a explicat lui Watson cum a rezolvat cazul.

## Personaje
- Sherlock Holmes
- doctorul Watson

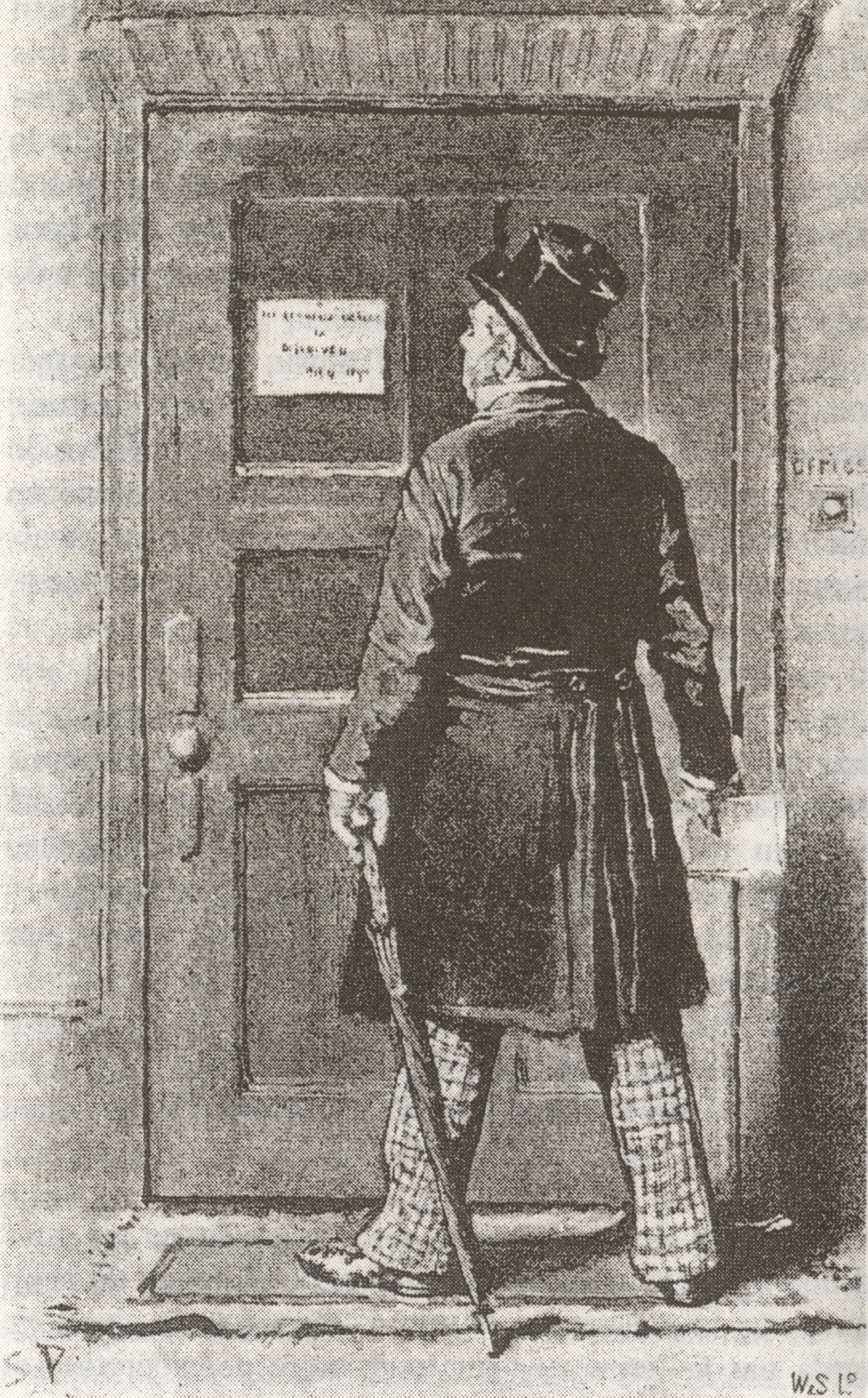
Jabez Wilson sosind la biroul «Ligii Roşcaţilor», găsind uşa închisă şi o notă în care scria că liga s-a desfiinţat.

- Jabez Wilson - proprietarul unei case de amanet din Piața Saxa-Coburg
- John Clay alias Vincent Spaulding - angajatul lui Jabez Wilson, în realitate un infractor versat
- Archie Ross alias Duncan Ross - complicele lui John Clay
- Jones - inspector de poliție la Scotland Yard
- Merryweather - directorul filialei Coburg a Băncii orășenești și suburbane

## Comentariu
Datele prezente în povestire nu corespund cu descrierile personajelor cu privire la trecerea timpului. Data în care Wilson vede anunțul este 27 aprilie 1890 și el a fost la lucru timp de opt săptămâni (aproximativ două luni), copiind Encyclopædia Britannica. El vine la Sherlock Holmes și îi arată anunțul, iar doctorul Watson îl citește și spune "Acum două luni".  Aceasta ar însemna că acțiunea din povestire se petrecea la sfârșitul lunii iunie. Totuși, data din anunțul în care scrie că liga s-a desființat este de 9 octombrie 1890, la șase luni de la data publicării anunțului de angajare în ziar. Cele două date anterioare se bat cap în cap și de aceea data din octombrie este greșită, dacă aceasta are vreun sens.
Dorothy L. Sayers analizează discrepanța și presupune că datele ar trebui să fie 4 august și respectiv 4 octombrie.

## Adaptări teatrale și cinematografice
Această povestire a servit ca sursă de inspirație pentru al cincilea film cu Sherlock Holmes (filmat în 1921) din seria de filme mute cu Eille Norwood.
O nouă adaptare a acestei povestiri a avut loc în serialul TV din 1954 cu Ronald Howard în rolul principal.
Povestirea "Liga roșcaților" a fost adaptată în 1965 pentru un episod (episodul 4) al serialului TV Sherlock Holmes cu actorii Douglas Wilmer și Nigel Stock. 
O nouă adaptare a fost realizată în 1967 pentru un episod (episodul 3) al serialului german de televiziune Sherlock Holmes (realizat de Westdeutscher Rundfunk Köln) cu actorii Erich Schellow (Sherlock Holmes) și Paul Edwin Roth (dr. Watson). 
În episodul din 1985 al serialului de televiziune cu Jeremy Brett, schema a fost gândită de Profesorul Moriarty, iar Clay era elevul favorit al lui Moriarty.
O adaptare radiofonică a fost prezentată la 26 aprilie 1977, la CBS Radio Mystery Theater. Kevin McCarthy a fost vocea lui Holmes. 
În parodia cu Sherlock Holmes Without a Clue, în care interpretează actorii Michael Caine și Ben Kingsley, Clay și Archie sunt văzuți dând o spargere la Royal Gallery.
În primele ediții ale autobiografiei lui Arthur Conan Doyle, Memories and Adventures, el menționează o organizație numită "The Glove" ca sursă de inspirație pentru Liga Roșcaților. În edițiile ulterioare această referință a fost eliminată. 
Intriga povestirii a fost folosită de The Deaf Man ca mijloc de a-i încurca pe detectivii din 87th Precinct în romanul The Heckler al lui Ed McBain.
Seria de benzi desenate The Muppet Sherlock Holmes conține povestirea în al treilea număr. 
Episodul "Mr. Monk and the Employee of the Month" al serialului TV Monk se inspiră în mare măsură din această povestire.

## Traduceri în limba română
- Liga roșcaților - în volumul "Enigma diademei de berile" (Casa Editorială Odeon, București, 1991) - traducere de Andrei Bantaș
- Liga celor cu părul roșcat - în volumul "Aventurile lui Sherlock Holmes. Volumul I" (Best Publishing, București, 2004)
- Asociația roșcaților (Ed. Paralela 45, Colecția Bufnița, Pitești, 2005) - traducere de Carina Filatov
- Liga roșcaților - în volumul "Aventurile lui Sherlock Holmes. Vol I" (Colecția Adevărul, București, 2010) - traducere de Luiza Ciocșirescu
- Liga roșcaților - în volumul "Aventurile lui Sherlock Holmes. Vol I" (Colecția Adevărul, București, 2011) - traducere de Luiza Ciocșirescu

## Legături Wikimedia
- Lucrări referitoare la The Red-Headed League aflate la Wikisursă

  Materiale media legate de Liga roșcaților la Wikimedia Commons